# Niflettes
Els niflettes són una mena de pasta tradicional de la localitat francesa de Provins que es consumeix per Tots Sants. Amb el pas del temps, es va estendre el costum de prendre'n als municipis de Nogent-sur-Seine i Villenauxe-la-Grande, que són a la vora.
Es tracta d'un pastisset de pasta de full farcit de crema pastissera. També s'empren mantega, rovell d'ou, farina i llet per a confeccionar-ne.
El nom prové del fet que originalment s'oferien en la dita festivitat als òrfens tot dient-los «Ne flete» (lit. ‘No ploris’).